# Казавчинський Яків Захарович
Яків Захарович Казавчинський (8 листопада 1904, Бердинове, Тираспольський повіт, Херсонська губернія — 1986, Москва) — український радянський науковець в області технічної термодинамики і теплофизики. Доктор технічний наук (1955 рік), професор, засновник одеської школи досліджень теплофизических властивостей речовин, один з засновників одеської термодинамической школи.

## Біографія
1. ↑  Власти установят мемориальную доску на доме, где жил выдающийся физик Одессы. Архів оригіналу за 1 квітня 2019. Процитовано 2 березня 2020.